# Rhododendron vialii
Rhododendron vialii là một loài thực vật có hoa trong họ Thạch nam. Loài này được Delavay & Franch. miêu tả khoa học đầu tiên năm 1895.